# Alexandre Guéguétchkori
Pour les articles homonymes, voir Guéguétchkori (patronyme).
Alexandre Guéguétchkori, dit Sacha, (en géorgien : ალექსი "საშა" გეგეჭკორი, en anglais Sasha Gegechkori), né le 23 novembre 1887 à Martvili (Empire russe) et mort le 7 juin 1928 à Tiflis (URSS), est un bolchevik géorgien qui s’est opposé par les armes au gouvernement de la république indépendante (1918-1921) dans lequel son frère aîné Evgueni était ministre. 

## Biographie

### Période de l'Empire russe
Il rejoint en 1902 le mouvement révolutionnaire clandestin et adhère en 1908 au Parti bolchevik.   

### Période d’indépendance géorgienne
Après la restauration de l’indépendance de la Géorgie et la proclamation de la république démocratique de Géorgie le 26 mai 1918 — à l’initiative d’un Conseil national réunissant les tendances sociale-démocrate, sociale-fédéraliste et nationale-démocrate —, il entre dans la clandestinité et constitue un maquis de 300 personnes dans les montagnes de Ratcha et de Letchkhoumie. 
Après l’échec de cette révolte, il se joint à l’armée de la Russie soviétique — dite Armée rouge — afin de combattre les armées favorables au tsarisme — dites Armées blanches — dans le Caucase du Nord, la région du Terek : il est blessé au combat et subit l’amputation d’une jambe.   
De retour en Géorgie, en octobre 1919, il est arrêté, jugé pour trahison et emprisonné : il y retrouve le jeune Lavrenti Beria, agent bolchevik et futur dirigeant de la police politique soviétique en Géorgie et en URSS, qui épousera sa nièce. À la suite de la signature du pacte de non-agression entre la Russie soviétique et la république démocratique de Géorgie -le 20 mai 1920, à Moscou, stipulant la libération des militants bolcheviks incarcérés en Géorgie- ils sont élargis.

### Période soviétique
En février et mars 1921, lors de l’invasion du territoire géorgien par l’Armée rouge, il participe au Comité révolutionnaire bolchevik de Tiflis et se voit proposer des postes de responsabilité par les autorités soviétiques. Il devient commissaire du peuple aux Affaires intérieures de la RSS de Géorgie, en liaison avec Lavrenti Beria, responsable local de la police politique soviétique. À ce titre il doit réprimer les différentes révoltes spontanées en réponse aux difficultés économiques et à la collectivisation, ou organisées par les mouvements opposés au bolchevisme, en particulier l’insurrection nationale d’août 1924.
Il est ensuite nommé commissaire du peuple à l’Agriculture et  devient parallèlement vice-président du Conseil des commissaires du peuple de Géorgie jusqu’à son suicide, en 1928, attribué à la pression exercée par les services secrets soviétiques.

## Vieux bolchevik géorgien
Il a appartenu à la catégorie des vieux bolcheviks géorgiens, facilitateurs de l'établissement du régime soviétique dans leur pays et ensuite gêneurs vis-à-vis du pouvoir central de Moscou, dont quelques-uns se sont suicidés comme Grigory Ordjonikidze, ou ont été exécutés comme Polycarpe Mdivani, ou ont terminé dans la disgrâce comme Philippe Makharadze. 
Ils ont parfois donné leur nom, provisoirement, jusqu'en 1990, à une ville soviétique, Martvili est devenue Guéguétchkori, Vladikavkaz est devenue Ordjonikidze et Ozourguéti est devenue Makharadze.